# Hélé Béji
Héle Béji (Túnez, 1948). Escritora y presidenta del Collège International de Túnez, una institución que ella misma fundó en 1998 y que impulsa el debate sobre la actualidad política y cultura. Antes fue profesora de Literatura de la Universidad de Túnez y asesora de la UNESCO. Es colaboradora habitual de las revistas Le Débat y Esprit, y ha escrito ampliamente sobre los procesos de descolonización y la realidad actual de los países árabes. Sus últimas publicaciones son Nous, décolonisés (Arléa, 2008) e Islam pride. Derrière le voile (Gallimard 2011).

## Obras destacadas
- Le Désenchantement national, essai sur la décolonisation, ensayo(1982)
- L’oeil du jour, novela (1985)
- Itinéraire de Paris à Tunis, sátira (1992)
- L'Art contre la culture, ensayo (1992)
- L’Imposture culturelle, ensayo (1997)
- Islam Pride, ensayo (2011)